# John Antony Cramer
John Antony Cramer, född 1793 i Mitlödi i Schweiz, död den 24 augusti 1848 i Scarborough, var en engelsk filolog. 
Cramer studerade i England, blev 1822 präst i Binsey (Oxfordshire) och 1842 professor i nyare historia i Oxford. Av hans arbeten kan nämnas Description of ancient Italy (2 band, 1826), Description of ancient Greece (3 band, 1828), Description of Asia Minor (2 band, 1832), Anecdota Græca e codicibus manuscriptis bibliothecarum Oxoniensium descripta (4 band, 1835–1837) och Anecdota Græca e codicibus manuscriptis bibliothecæ regiæ Parisiensis (4 band, 1839–1841).